# هلن لانگهننبرگ
هلن لانگهننبرگ (به آلمانی: Helen Langehanenberg) (زادهٔ ۲۱ مه ۱۹۸۲ میلادی در شهر مونستر) یک سوارکار زن رشتهٔ درساژ اهل کشور آلمان است؛ که در المپیک نیز به رقابت پرداخته‌است. در ۷ اوت ۲۰۱۲ لانگهننبرگ به همراه اسبش دامون هیل یکی از اعضای تیم آلمان بود و توانست مدال نقره تیمی را در المپیک ۲۰۱۲ بدست بیاورد.